# 特潜伊601 富嶽号
特潜伊601 富嶽号は、架空戦記『紺碧の艦隊』、『新・紺碧の艦隊』に登場する架空の潜水艦である。

## 特徴・経緯
紺碧艦隊初代旗艦・富嶽号は、前世日本海軍が建造した潜水空母･伊400と前世からの転生者が持っている技術などのメタ情報を元に大和の建造を中止して潜伊500型3隻、伊701と共に建造された。船体は水流抵抗の少ない涙滴型の上に軟性護謨皮膜を貼り、機関は無給気機関であるワルター機関、推進方式も従来のスクリュー方式より騒音の少ないポンプ式噴射水流推進法を採用し隠密性を高めている。また、航空奇襲攻撃を行うため、攻撃用水上機を2機搭載可能である。
建造当初は、前世の伊400の拡大改良型、といった艦型をしていたが照和20年の東方エルサレム共和国で行われた改装により、形状が大幅に一変、性能も向上した。その後、大戦後半になっての潜伊3001 亀天号、続けて超潜伊10001 須佐之男号の登場により、紺碧艦隊旗艦の座を譲る事になる。しかし、以後も新編成された紺碧艦隊の海中打撃チームの指揮艦として、第三次世界大戦にあたっては主機をワルター機関から核融合炉に、主推進器を電磁推進器に換装（伊500型、伊700型も同様、詳細）、外殻構造の強化などにより限界深度を400メートル以上へと改善し、大戦末まで僚艦と共に活躍を続けた。

## 諸元
全長150m
全幅15.2m
基準排水量5,050t
水中排水量9,430t
水上速力26ノット→58ノット（第二次改装後）
水中速力16ノット→18ノット（第一次改装後）→80ノット（第二次改装後）

### 武装
62cm魚雷発射管12門（艦首装備）
25mm3連装機銃10基→3基
レーザー機銃2基（第二次改装後に装備）
有翼噴進弾発射筒8基（艦首装備）

17.8cm25連装対空噴進砲3基（艦後部装備）
（日本武尊等が装備している型とは別型。なお、劇中では富嶽号ではなく伊901潜が使用した。）
※他、知能機雷など様々な武装を装備。

### 搭載可能機
建造当時は、双発型水上艦攻である『雷洋』のみを運用していたが、一次改装で水密ハッチの改修を行い『水中での格納筒の開閉』を可能にしたため、航空機以外の搭載・運用が可能となった。当然、航空機もしくは海底匍匐潜水艇のどちらか1種類しか運用できない。
インド洋海戦では、紅玉艦隊と共同での独潜狩りのため艦載機を下ろし、格納筒に収納した『海底聴音機』ケーブルの展開なども行っている。
また、『潜伊500型』同様、艦首部格納式射出カタパルトも備えたため、作戦行動時の航空機の発艦は大幅に短縮された。

#### 航空機
特殊水上攻撃機『雷洋』2機
水上戦闘爆撃機『噴式春嵐』2機
※第二次改装後は、『水中打撃艦』としての性格が高まったため、艦載機は下ろされた可能性が高い。

#### 艦艇
海底匍匐潜水艇『ホ型特潜』
海底匍匐潜水艇『二型16特潜：海狗』
小型潜水艇『海彦』（連絡艇）
小型内火艇・ゴムボート
マダガスカル島攻略直前の一次改装により、艦載機格納筒は『水中での開閉が可能な』ウェルドック兼用になったため、特潜や水中聴音ケーブルリールなどの搭載が可能となった。
ホ型特潜は、偵察用有線長魚雷『海遊』を回収するための作業椀を持っており、海底での工作作業にも用いられる。
旭日艦隊でも特潜が使われるようになり、「より警戒厳重な敵聖域内に『海軍特潜隊』などの兵員を潜入させる」ための大型特潜の必要性から『海狗』が開発され、真っ先に配備される事となった。
大陸沿岸で主に運用される二型特潜などの『浅海潜水艇』と違い、魚雷発射管などの武装はなく、操縦士・搭乗兵員合わせ8名を乗せ、深度50メートルまで浮上した母艦から発進可能な耐圧性能を持っている。陸軍の装甲兵員輸送車と同様の輸送能力を持ち、作業椀を使った破壊工作作業を主目的としている。

### 艦内人事
艦長
入江九市（初代）
楢木滋之（2代目）
先任士官
品川弥治郎（初代）
細貝勝彦（2代目）
航海長
蔵田育之進（初代）
水雷長
寺島丑三郎
水雷副長
宮坂龍次（初代）
飛行長
大竹馬太郎
機関長
土方左衛門
聴音手
山根周介
宮腰大輔
中山某

#### 第3次大戦時追加職
副長
岡崎克武
雷撃長
横山麒一
電戦室長
椎葉光男
音探長
岡崎亜弥

## メディア毎の相違

### コミック版での富嶽号
コミック版中盤までは原作と同じ外観をしていたが第一次改装後は原作と違い艦首が武骨な形状となった。また、原作では格納庫は1つのみで航空機と潜水艇は任務に応じてその都度載せ替えていたのに対してコミック版では潜水艇格納庫が新設されている。更に3連装機銃が原作では露出していたのに対しコミック版では艦内への引き込み式になっている（後述するOVA版の様に防盾はない）。

### OVAでの富嶽号
艦型は有名な海洋SF漫画『サブマリン707』アニメ版に酷似。原作･コミックとは違い魚雷発射管が8門に減っており、艦載機も最初から前方よりカタパルトで発艦させている（その関係上水上艦を思わせる航洋用艦首になっている）。また機銃に関しても2連装でドーム型の防盾が付いている。第一次改装後は艦首上部が丸みを帯び水中翼も増やされ格納庫扉が右開きから右スライド式に替えられているが原作、コミックと比較すると劇的に変わったとは言い難い。なお、11巻では噴進弾発射筒から対空噴進弾を発射して独軍哨戒機を撃墜している。

## 注記
1. ↑  涙滴型は水上航行よりも水中航行で抵抗が少ない形態であるが、一方で本艦のスペックは水中速力よりも水上速力のほうが上回っており、設定上の矛盾になっている。
2. ↑  旭日艦隊で登場した『二型特潜』と同型と思われる
3. ↑  第二次改装後、帝国海軍の大型潜水艦に標準装備となった『海狗2型』と同じと見られる。『新・紺碧の艦隊』第1巻の描写から、深海救難艇のような「吸着式移乗用水密ハッチカバー」に類する装備がある事が窺える。